# Geneviève Boullogne
Geneviève Boullogne,   o Boullongne o Boulogne (Parigi, 22 agosto 1645 – Aix-en-Provence, 5 agosto 1708  o 17 agosto 1708), è stata una pittrice francese, membro dell'Académie royale de peinture et de sculpture.

## Biografia
Figlia di Louis Boullogne e sorella di Bon, Madeleine e Louis, si formò alla scuola del padre. Lavorò, assieme alla sorella Madeleine, alla decorazione dei Grandi appartamenti della Reggia di Versailles. In seguito operò ad Aix-en-Provence. Sposò lo scultore Jean-Jacques Clérion.
Il 7 dicembre 1669 fu ammessa all'Académie royale de peinture et de sculpture, assieme alla sorella.
Dipinse principalmente soggetti storici e nature morte, in particolare di fiori e frutti.